# Skolvåren

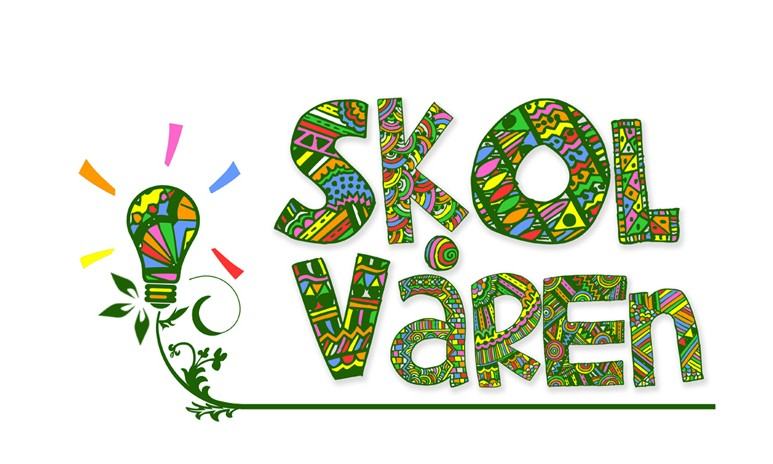
Skolvårens logotyp

Skolvåren är en rörelse som startades en februarikväll 2013. Det är ett rikstäckande nätverk med främsta syfte att skapa en ljusare framtid genom att förbättra och förändra skolan i Sverige. Visionen är att skapa ett hållbart lärande samhälle. Skolvåren har växt bland sin målgrupp främst genom sociala medier.

## Kritik
Pedagogdocent Jonas Linderoth har beskrivit Skolvåren som en "revolutionsromanisk" organisation som genom konstruktivism vill kasta bort traditionell förmedlingspedagogik, även känt som katederundervisning.